# Myans
Myans [mjɑ̃] est une commune française située dans le département de la Savoie, en région Auvergne-Rhône-Alpes.

## Géographie

### Situation

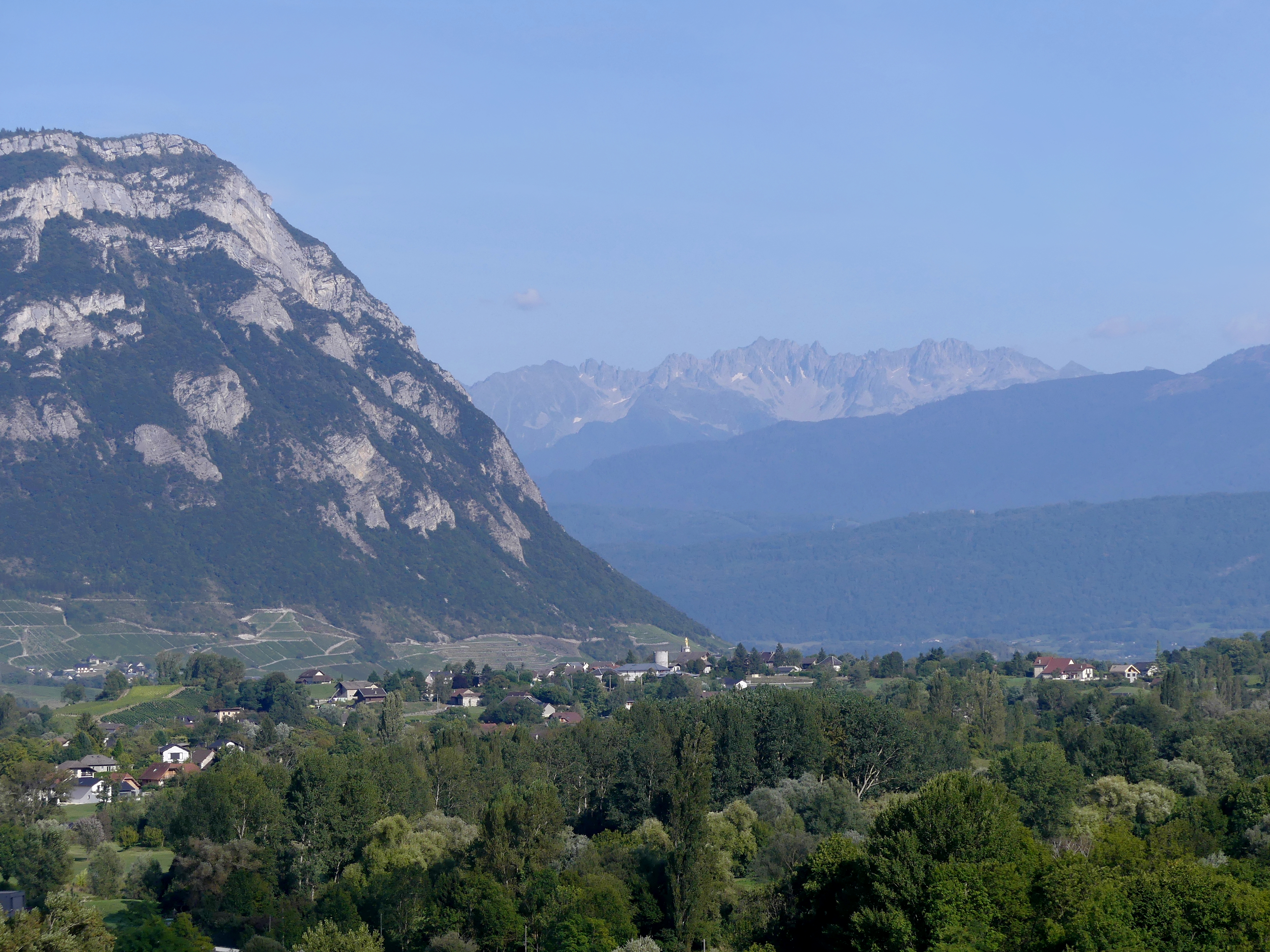
Myans dans la trouée des Marches.

Myans est une commune de 358 hectares (3,58 km2) située au centre de la trouée des Marches, à environ 10 kilomètres de la ville de Chambéry, chef-lieu du département de la Savoie. Cette vallée sépare les massifs alpins des Bauges au nord-est et de la Chartreuse au sud-ouest, mais Myans s'y trouvant relativement au centre, son dénivelé total reste limité, de 290 à 347 mètres d'altitude (dénivelé beaucoup moins important que pour de nombreuses autres communes du bassin chambérien). La commune fait malgré tout partie du parc naturel régional de la Chartreuse, dont elle est la plus proche (en comparaison avec les Bauges).
Le faible dénivelé présent dans la commune de Myans (de 57 mètres) n'induit pas pour autant une absence totale de relief. En effet, Myans est constituée de petites collines, issues de l'éboulement du mont Granier en 1248, et constituant les abymes de Myans (aussi présentes dans les communes voisines des Marches et d'Apremont).
Myans comprend sinon un chef-lieu et divers hameaux répartis sur un territoire composé principalement de pâturages et de vignobles. Côté hydrologie, le ruisseau du Bondeloge traverse la commune et l'Albanne, rivière provenant de Chartreuse, la longe sur sa limite nord-ouest.

### Communes limitrophes
Myans possède au total sept communes limitrophes. Il s'agit des Marches au sud/sud-est, d'Apremont à l'ouest/sud-ouest, de Saint-Baldoph au nord-ouest, sur une très courte distance de la Ravoire au nord et de Challes-les-Eaux au nord-est (moins de 500 mètres), de Saint-Jeoire-Prieuré et Chignin à l'est. Parmi ces communes, quatre appartiennent à la communauté d'agglomération de Chambéry métropole (au nord de Myans, de Saint-Baldoph à Saint-Jeoire-Prieuré).
| Saint-Baldoph | La Ravoire  | Challes-les-Eaux, Saint-Jeoire-Prieuré |
| Apremont      | Myans       | Saint-Jeoire-Prieuré, Chignin          |
| Apremont      | Les Marches | Les Marches                            |

### Voies de communication et transports

#### Voies routières
La disposition de l'étendue de Myans fait que la commune voit passer sur son territoire deux courtes portions (moins d'1 kilomètre) de l’autoroute A43 rejoignant Lyon à l'Italie via la vallée de la Maurienne et le tunnel du Fréjus. En arrivant de Lyon et a fortiori de Chambéry, l'autoroute traverse une première fois, sur environ 900 mètres, la commune au nord en arrivant de la Ravoire, puis la longe avant de la retraverser au sud-est, sur un court kilomètre, et de continuer sur la commune des Marches. En outre, une sortie existe à chaque extrémité de la commune, la no 20 au nord et la no 21 au sud-est, la dernière avant la gare de péage de Chignin. Cette autoroute permet également une relation directe pour Grenoble par la bifurcation vers l'autoroute A41 Sud après Chignin, et Annecy et Genève par l’A41 Nord après l'échangeur de Chambéry-nord.
Cette autoroute est le seul axe routier majeur dans la commune de Myans. La départementale 1006, ex-Nationale 6, longe la commune par l’est à Saint-Jeoire-Prieuré et ne la traverse donc pas. Myans est principalement quadrillée par un réseau de petites routes départementales et communales liant les différents hameaux.

#### Transport ferroviaire

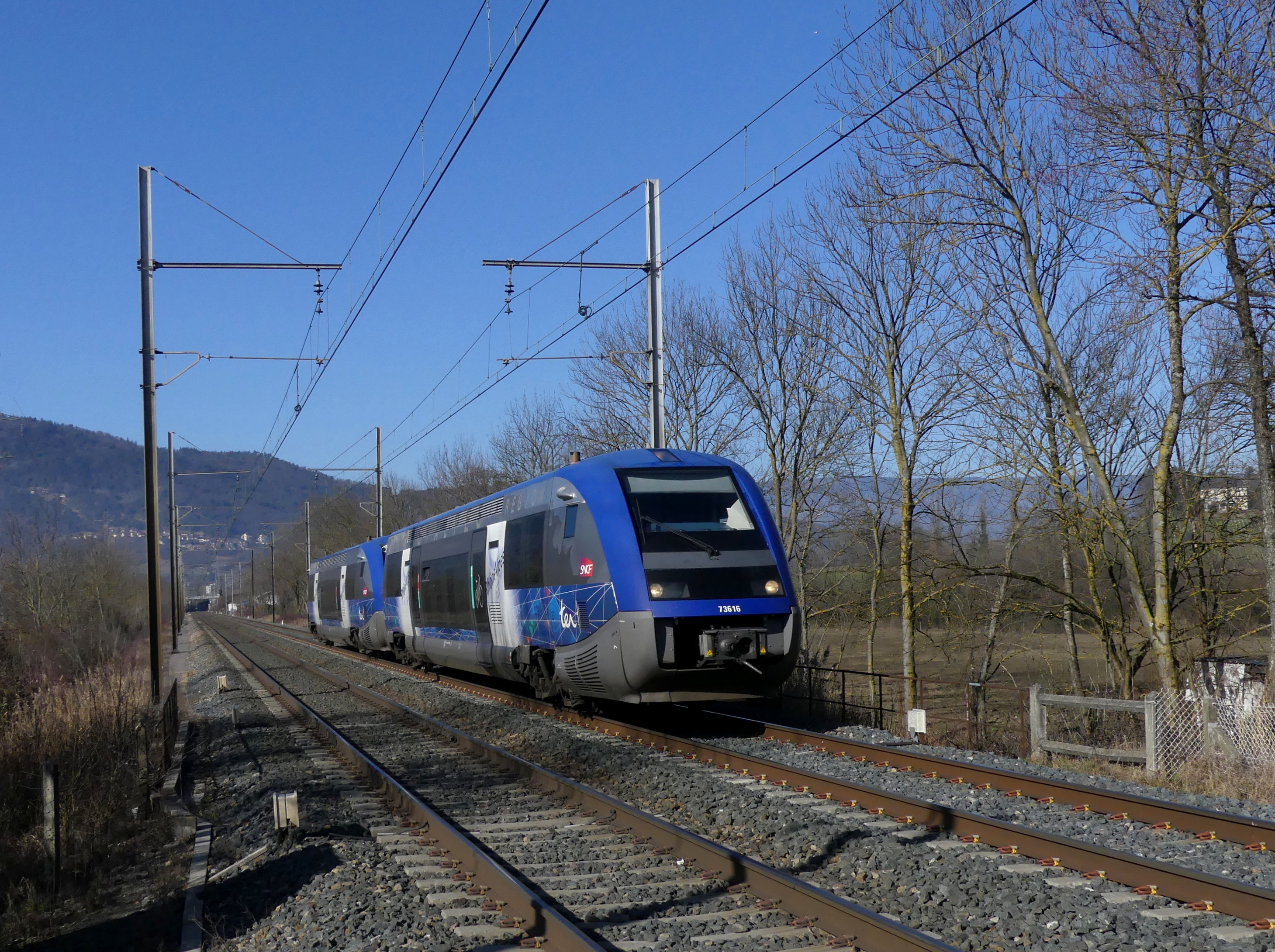
TER Chambéry-Grenoble à Myans.

Myans est traversée sur un kilomètre, au même emplacement que la portion nord de l’autoroute A43, par la ligne ferroviaire dite ligne de la Maurienne de Culoz à Modane et à la frontière italienne via Chambéry. La gare ferroviaire la plus proche est aujourd'hui (depuis la fermeture de la gare de Chignin-Les Marches) la gare de Montmélian située à moins de sept kilomètres à l'est.
La gare de Chambéry - Challes-les-Eaux, située à une dizaine de kilomètres au nord-ouest, permet un accès direct par TGV pour Paris (trajets d'environ 3 heures), ainsi que pour Turin et Milan en Italie. Les relations par TER Rhône-Alpes permettent quant à elles des liaisons directes vers les villes de Lyon, Grenoble, Annecy, Genève (Suisse) et les vallées alpines que sont la Tarentaise et la Maurienne.

#### Transport aérien
L'aéroport le plus proche de Myans est l'aéroport de Chambéry-Savoie situé au sud du lac du Bourget dans la commune de Voglans au nord de Chambéry à environ 15 kilomètres de la commune.
Plus proche, à Challes-les-Eaux se trouve également l’aérodrome de Chambéry - Challes-les-Eaux, situé à cinq kilomètres plus au nord.

### Climat
Pour des articles plus généraux, voir Climat d'Auvergne-Rhône-Alpes et Climat de la Savoie.
En 2010, le climat de la commune est de type climat des marges montargnardes, selon une étude du Centre national de la recherche scientifique s'appuyant sur une série de données couvrant la période 1971-2000. En 2020, Météo-France publie une typologie des climats de la France métropolitaine dans laquelle la commune est exposée à un climat de montagne ou de marges de montagne et est dans la région climatique Alpes du nord, caractérisée par une pluviométrie annuelle de 1 200 à 1 500 mm, irrégulièrement répartie en été.
Pour la période 1971-2000, la température annuelle moyenne est de 11,1 °C, avec une amplitude thermique annuelle de 18,8 °C. Le cumul annuel moyen de précipitations est de 1 256 mm, avec 9,5 jours de précipitations en janvier et 8,2 jours en juillet. Pour la période 1991-2020, la température moyenne annuelle observée sur la station météorologique de Météo-France la plus proche, « Challes les Eaux », dans la commune de Challes-les-Eaux à 3 km à vol d'oiseau, est de 11,8 °C et le cumul annuel moyen de précipitations est de 1 147,6 mm,. Pour l'avenir, les paramètres climatiques de la commune estimés pour 2050 selon différents scénarios d'émission de gaz à effet de serre sont consultables sur un site dédié publié par Météo-France en novembre 2022.

## Urbanisme

### Typologie
Au 1er janvier 2024, Myans est catégorisée commune rurale à habitat dispersé, selon la nouvelle grille communale de densité à sept niveaux définie par l'Insee en 2022.
Elle appartient à l'unité urbaine de Chambéry, une agglomération intra-départementale regroupant 35  communes, dont elle est une commune de la banlieue,,. Par ailleurs la commune fait partie de l'aire d'attraction de Chambéry, dont elle est une commune de la couronne,. Cette aire, qui regroupe 115 communes, est catégorisée dans les aires de 200 000 à moins de 700 000 habitants,.

### Occupation des sols
L'occupation des sols de la commune, telle qu'elle ressort de la base de données européenne d’occupation biophysique des sols Corine Land Cover (CLC), est marquée par l'importance des territoires agricoles (77,7 % en 2018), en diminution par rapport à 1990 (98,8 %). La répartition détaillée en 2018 est la suivante : 
zones agricoles hétérogènes (47,4 %), cultures permanentes (30,3 %), zones urbanisées (18,4 %), zones industrielles ou commerciales et réseaux de communication (3,9 %).
L'IGN met par ailleurs à disposition un outil en ligne permettant de comparer l’évolution dans le temps de l’occupation des sols de la commune (ou de territoires à des échelles différentes). Plusieurs époques sont accessibles sous forme de cartes ou photos aériennes : la carte de Cassini (XVIIIe siècle), la carte d'état-major (1820-1866) et la période actuelle (1950 à aujourd'hui).

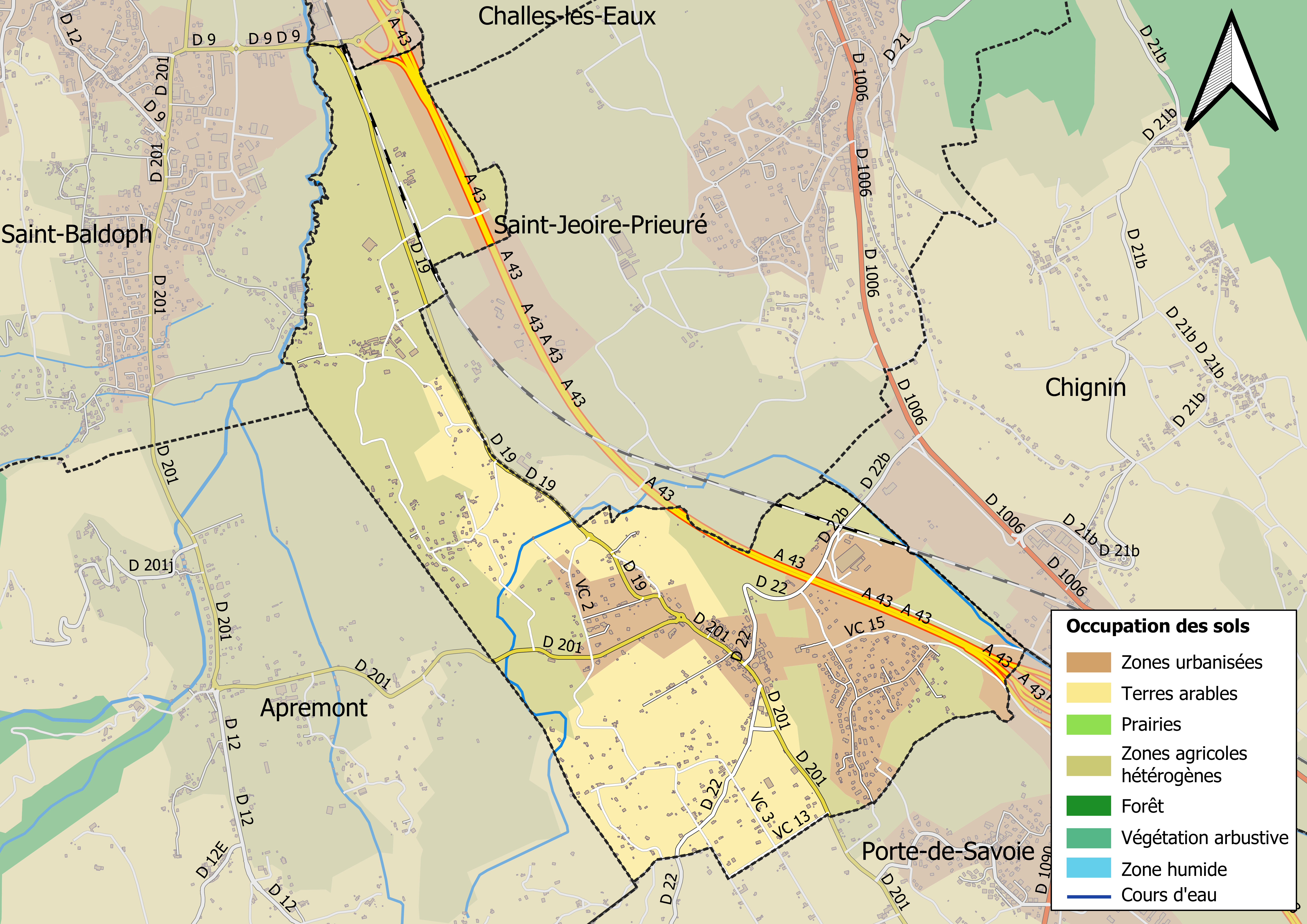
Carte des infrastructures et de l'occupation des sols en 2018 (CLC) de la commune.
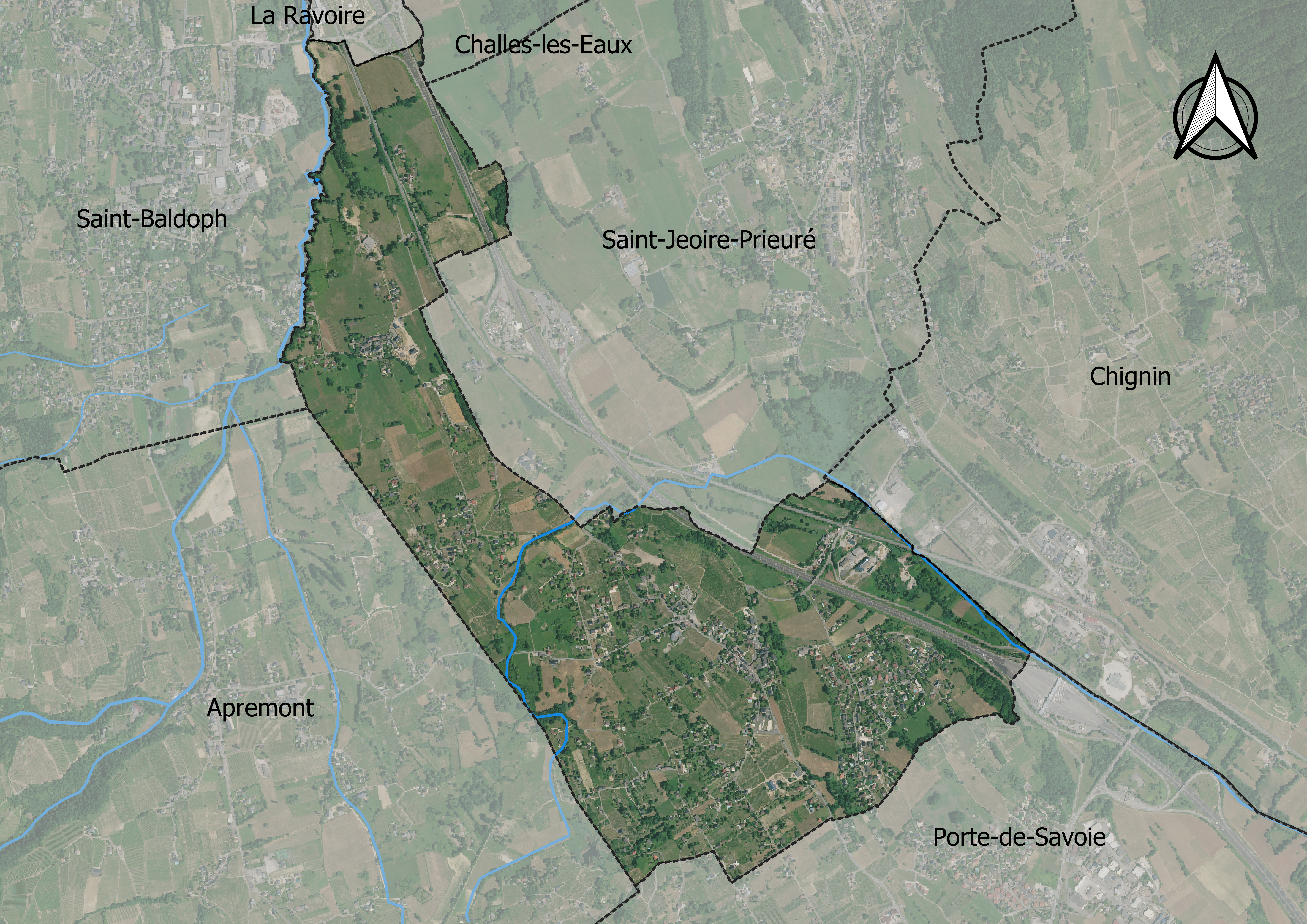
Carte orthophotogrammétrique de la commune.

## Toponymie
Le toponyme de « Myans » tout comme celui de « Moens » dérive de l'anthroponyme burgonde. Il provient d'un *Môdingos, « chez les Môdingi », dérivé du nom propre Moda, Modo.
Le lieu est mentionné dans le Cartulaire de la Cathédrale de Grenoble (v. 1100) — le décanat de Savoie dépendait de l'évêché de Grenoble — avec Ecclesia de Meianes, ou encore v. 1340 avec Capella de Means.
Chacusard est le nom d'un hameau, mais aussi l'ancien nom de la paroisse. Le nom est mentionné, vers 1100, dans le cartulaire de la cathédrale de Grenoble, sous la forme de Jacusa. Il semble que le toponyme dérive d'un nom d'homme selon le chanoine Adolphe Gros.
En francoprovençal, le nom de la commune s'écrit Myan, selon la graphie de Conflans.

## Histoire
La commune de Myans a été créée en 1881 par scission d' avec la commune des Marches,. C'est ainsi que le décret no 10759 du 29 avril 1881 « distrait la section de Myans-Chacusard de la commune des Marches, pour en former une municipalité distincte ».
La paroisse de Myans portait le nom de Chacusard. Elle est détachée de celle des Marches en 1458, puis instituée canoniquement le 4 août 1803. En 2004 a été érigée la paroisse Saint Anthelme du Granier comprenant les communes d'Apremont, Chignin, Curienne, La Thuile, Les Marches, Myans, Puygros, Saint- Baldoph et Saint-Jeoire Prieuré.

## Politique et administration
La commune est membre de la Communauté de communes Cœur de Savoie. Elle appartient au Territoire du Cœur de Savoie, qui regroupe une quarantaine de communes de la Combe de Savoie et du Val Gelon.

### Liste des maires
| Période                                  | Période                    | Identité             | Étiquette | Qualité |
| ---------------------------------------- | -------------------------- | -------------------- | --------- | ------- |
| Les données manquantes sont à compléter. |                            |                      |           |         |
| 29 avril 1881                            | 18 mai 1884                | Jean Perret          |           |         |
| 18 mai 1884                              | 10 janvier 1886 (décès)    | Pierre Collomb       |           |         |
| 25 février 1886                          | 20 mai 1888                | Joseph Grumel        |           |         |
| 20 mai 1888                              | 23 mars 1890               | Jean Perret          |           |         |
| 23 mars 1890                             | 15 mai 1892                | Pierre Léger         |           |         |
| 15 mai 1892                              | 15 mai 1904                | Joachim Rossi        |           |         |
| 15 mai 1904                              | 17 mai 1908                | Joseph Girard        |           |         |
| 17 mai 1908                              | 28 juillet 1938 (décès)    | Clément Grumel       |           |         |
| 02 octobre 1938                          | décembre 1940              | Michel Chaffardon    |           |         |
| janvier 1941                             | août 1944                  | Jean Bernard         |           |         |
| septembre 1944                           | mars 1971                  | Louis Billard        |           |         |
| mars 1971                                | mars 2001                  | Pierre Billard       |           |         |
| mars 2001                                | mars 2014                  | Bernard Besson       |           |         |
| mars 2014                                | En cours (au février 2021) | Jean-Pierre Guillaud | ...       |         |

## Démographie
Les habitants de la commune sont appelés les Myannais ou les Myannerains,. Myannais est la forme retenue dans les communications de la Mairie (site Internet).

L'évolution du nombre d'habitants est connue à travers les recensements de la population effectués dans la commune depuis 1881. Pour les communes de moins de 10 000 habitants, une enquête de recensement portant sur toute la population est réalisée tous les cinq ans, les populations de référence des années intermédiaires étant quant à elles estimées par interpolation ou extrapolation. Pour la commune, le premier recensement exhaustif entrant dans le cadre du nouveau dispositif a été réalisé en 2004.

En 2022, la commune comptait 1 294 habitants, en évolution de +7,03 % par rapport à 2016 (Savoie : +3,63 %, France hors Mayotte : +2,11 %).
| 1881 | 1886 | 1891 | 1896 | 1901 | 1906 | 1911 | 1921 | 1926 |
| ---- | ---- | ---- | ---- | ---- | ---- | ---- | ---- | ---- |
| 454  | 447  | 553  | 434  | 430  | 436  | 418  | 391  | 401  |

| 1931 | 1936 | 1946 | 1954 | 1962 | 1968 | 1975 | 1982 | 1990 |
| ---- | ---- | ---- | ---- | ---- | ---- | ---- | ---- | ---- |
| 395  | 373  | 371  | 384  | 340  | 394  | 541  | 732  | 719  |

| 1999 | 2004 | 2006  | 2009  | 2014  | 2019  | 2022  | - | - |
| ---- | ---- | ----- | ----- | ----- | ----- | ----- | - | - |
| 730  | 922  | 1 014 | 1 087 | 1 155 | 1 289 | 1 294 | - | - |

## Économie
Le commune fait partie de l'aire géographique de production et transformation du « Bois de Chartreuse », la première AOC de la filière Bois en France,.

## Culture locale et patrimoine

### Lieux et monuments

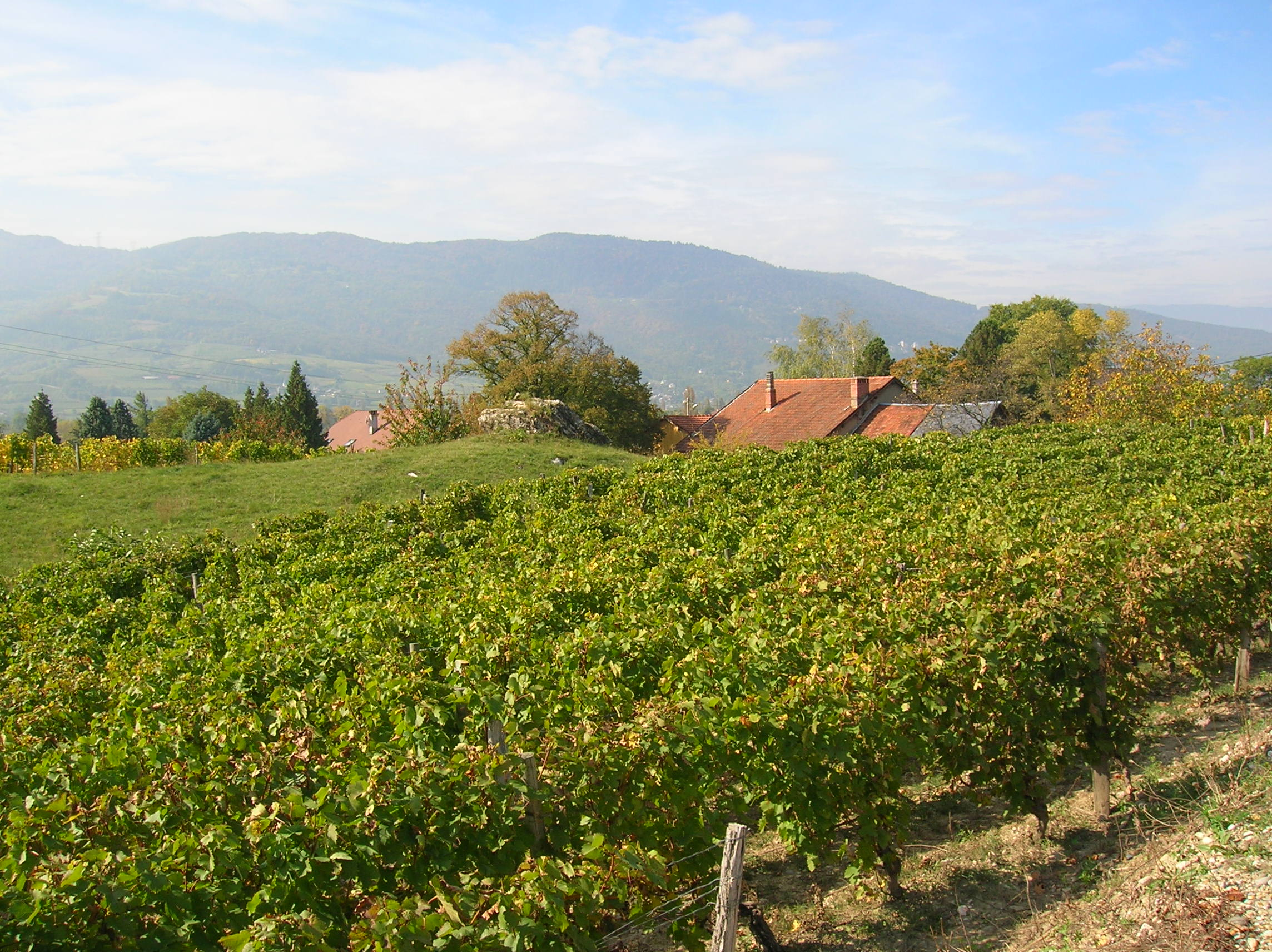
Le vignoble dans la commune de Myans.
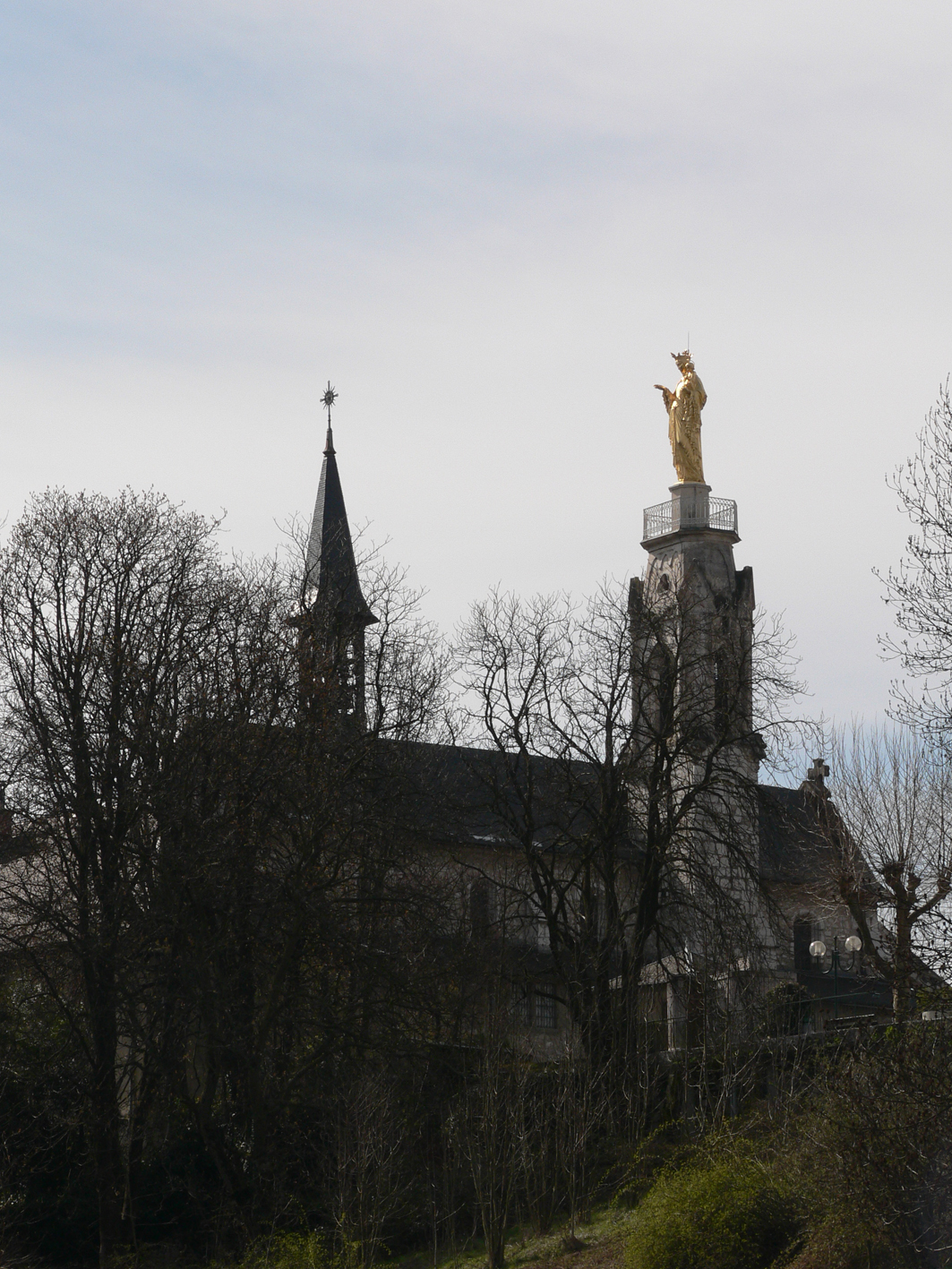
Le sanctuaire de la Vierge Noire.
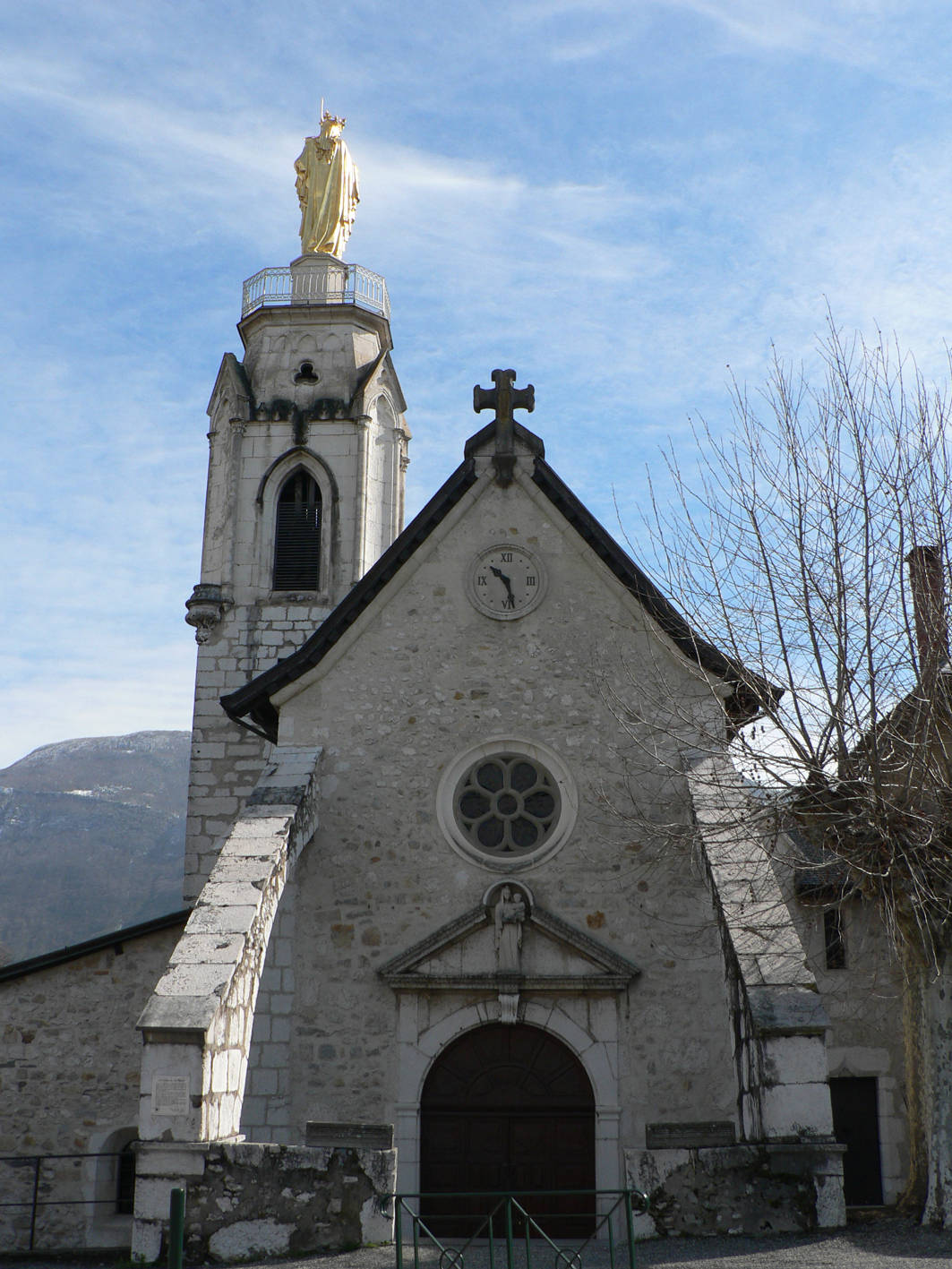
Le sanctuaire (vue de face).
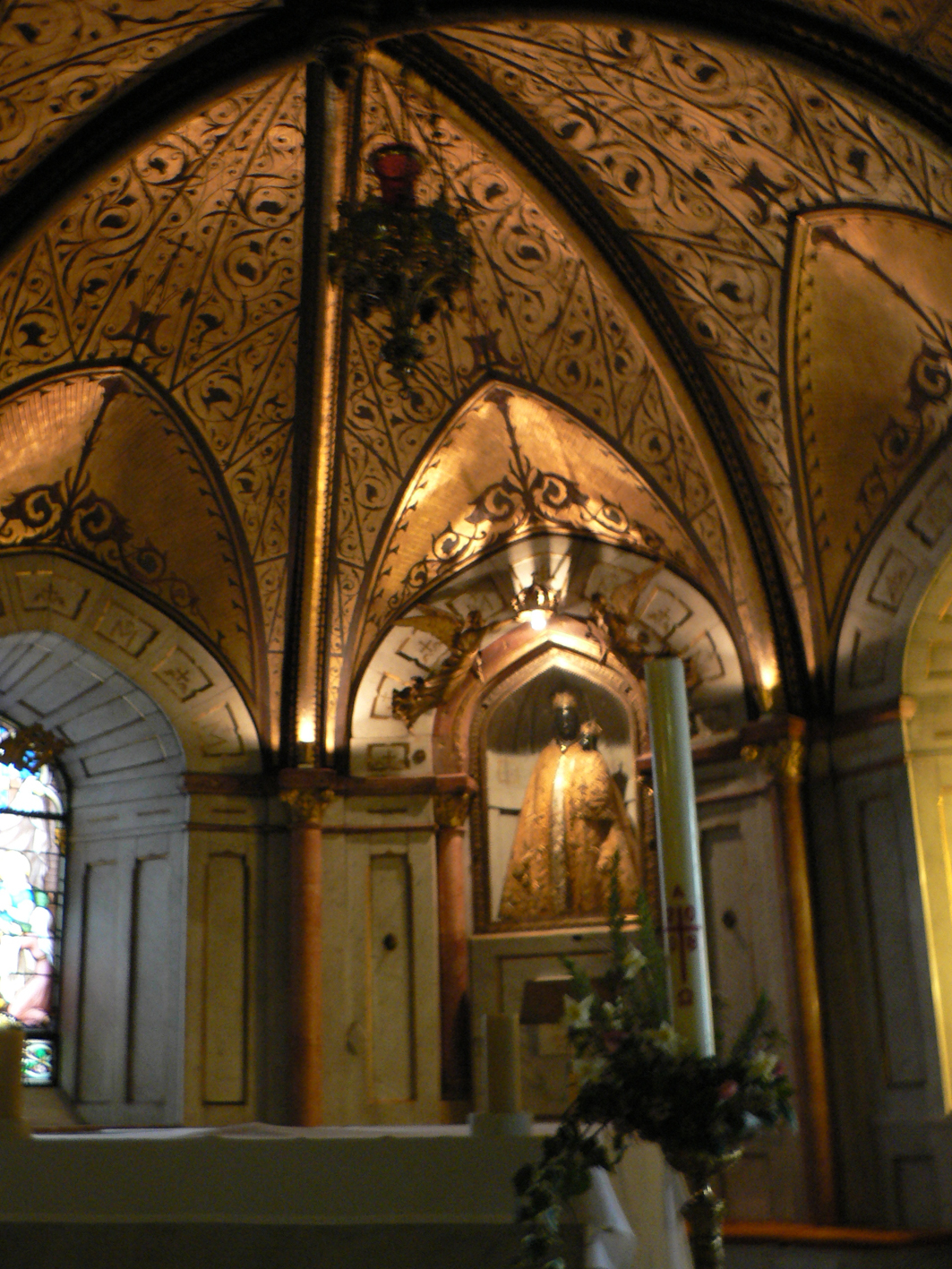
La crypte la Vierge Noire « Marie Madeleine ».
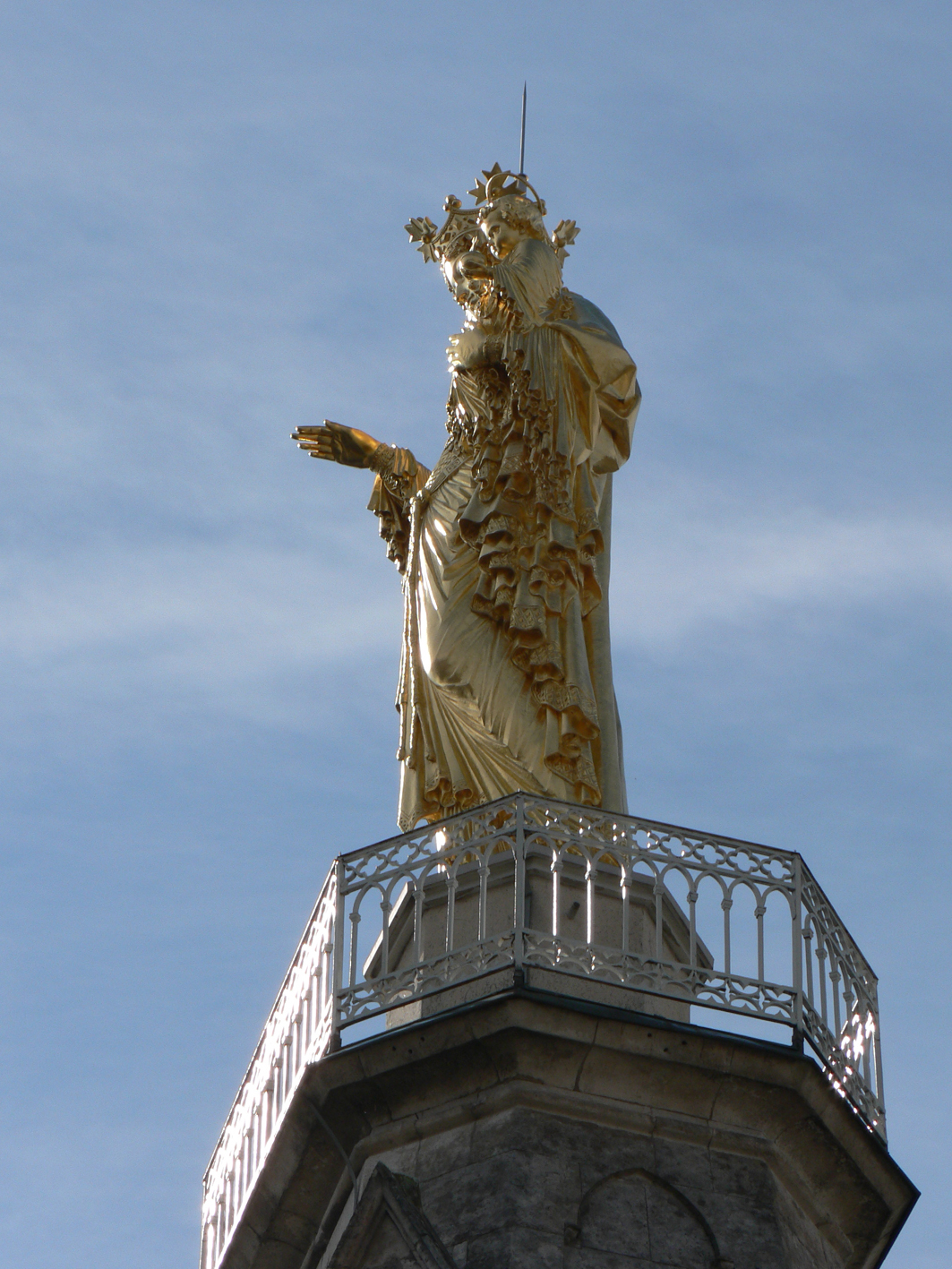
Le sanctuaire la statue  de La Vierge à l'Enfant à Myans.

Les travaux du sanctuaire de la Vierge Noire débutent en 1452. Le sanctuaire est créé à la suite d'un glissement de terrain dans la montagne de la Chartreuse provoquant l'écroulement d'une importante partie du Mont Granier le 24 novembre 1248. Celui-ci fait 1 500 morts mais s'arrête juste devant une petite chapelle dédiée à Marie. Les habitants y voient là un miracle, et deux siècles plus tard le comte de Montmayeur fait venir de Belley quatre religieux franciscains et leur confie la tâche de bâtir une petite église.
Les travaux commencent en 1452. La crypte est bénie en 1458 puis les moines construisent au-dessus de la crypte une autre chapelle pour leurs offices en 1498.
De 1450 jusqu'à 1792, ce sont les moines franciscains qui accueillent les pèlerins. En septembre 1792, les Révolutionnaires français aux ordres du marquis de Montesquiou envahissent la Savoie. Ils saccagent le sanctuaire et la Vierge noire (la tête et l'enfant) cassée à coups de pied. En 1803, elle est ressortie puis réparée en 1870 et 1890.
La Vierge Noire (XIIe siècle) est en ébène (70 cm). Elle est recouverte de feuille d'or. La statue, s'élevant jusqu'à 130 mètres de hauteur, est mise en place le 17 octobre 1855.
Les fresques ont été exécutées en 1936 par Leon Raffin et le tabernacle est l'œuvre de Vera Zekelly.
Voir le « Récit du placard de Myans », 1533 de Greffin Affagart, une légende liée au pape Pierre de Tarentaise.

### Patrimoine naturel
- parc naturel régional de Chartreuse